# Hein Stünke
Heinrich „Hein“ Stünke (* 25. Oktober 1913 in Oberhausen; † 29. Dezember 1994 in Freiburg im Üechtland) war als Oberbannführer stellvertretender Amtschef im Kulturamt der Reichsjugendführung. Nach 1945 etablierte er sich als bekannter deutscher Galerist, Kunstverleger und Kunsthändler. Mit Rudolf Zwirner gründete er 1967 den Kölner Kunstmarkt.

## Leben

### Werdegang in der Hitler-Jugend

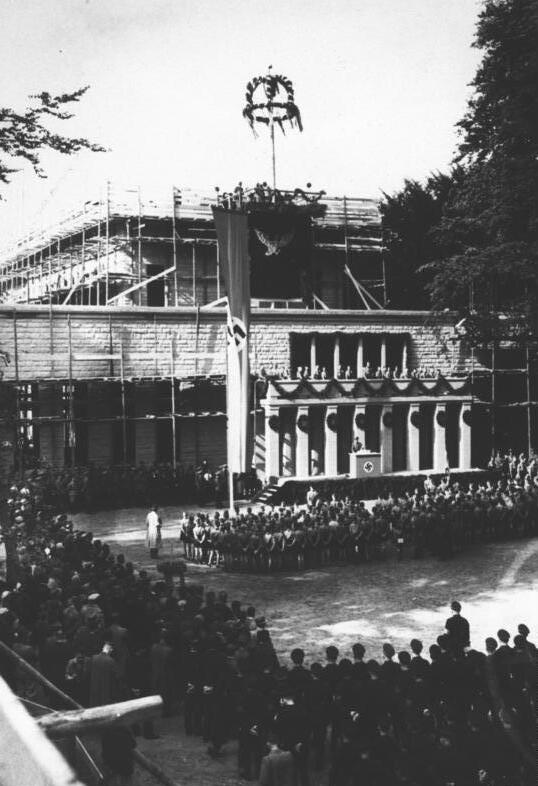
Akademie für Jugendführung (Richtfest 1938)

Hein Stünke trat 1930 in die Hitler-Jugend (HJ) ein. Ab 1934 war er hauptamtlich für die Schulung in Niedersachsen verantwortlich, zuletzt war er Oberbannführer in der Reichsjugendführung, Berlin. 1939 wurde er Soldat und 1941 schwer verwundet. Er verfasste eine theoretische Schrift, in der er zum „wahrhaft politischen Führertum“ aufrief und die Erziehungsdominanz der HJ für die Jugend in Großdeutschland einforderte.
1942 wurde Stünke zum Lehrgangsleiter und schließlich zum stellvertretenden Leiter der Akademie für Jugendführung in Braunschweig berufen, über die er 1944 in Westermanns Monatsheften berichtete. In seiner Braunschweiger Zeit lernte er Eberhard Zwirner kennen, den Vater seines späteren Kollegen Rudolf Zwirner. 1944 erhielt er den Befehl, die Akademieangehörigen zur Verteidigung einzusetzen. Er stellte mehrere Volkssturmeinheiten zusammen, unterstellte die Kompanien HJ-Führern, die auch als „HJ-Kampfgruppe Stünke“ bezeichnet wurden und ihren Gefechtsstand in Weddel hatten, und übernahm die Leitung des Bataillons.

### Kunsthändler
1945 floh Stünke mit seiner Frau Eva (1913–1988), einer promovierten Kunsthistorikerin, zu Fuß westwärts in die Britische Besatzungszone nach Köln. Sie konnten sich dort rasch etablieren und eröffneten am 2. Dezember 1945 im rechtsrheinischen Stadtteil Deutz, in einem halbzerstörten Haus im Gotenring, die „Galerie Der Spiegel“. Ihre Vergangenheit völlig zurücklassend, nahmen sie sich Künstlern wie Friedrich Vordemberge-Gildewart an, die im Nationalsozialismus als „entartet“ gegolten hatten. Stünke und seine Umgebung tabuisierten seine nationalsozialistische Vergangenheit zeit seines Lebens.
Als Geschäftsführer der 1948 gegründeten Neuen Rheinischen Sezession organisierte er deren Jahresausstellungen. In den Jahren 1954 und 1956 beteiligte er sich maßgeblich an der Organisation ihrer internationalen Ausstellungen auf Schloss Morsbroich bei Leverkusen, zu der berühmte ausländische Künstler wie Fernand Léger, Gérard Schneider, Serge Poliakoff, Walter Bodmer und Richard Mortensen geladen wurden. Von 1959 bis 1972 war Stünke als Berater der Kasseler Documenta aktiv. Er war unter anderem 1959 Mitglied des Ausschusses für Druckgrafik (zusammen mit Arnold Bode und Werner Schmalenbach) auf der Documenta II, dessen Auswahl in einer gesonderten Ausstellung im Schloss Bellevue gezeigt wurde. „Dort beobachtete er, dass an einem einzigen Tag mehr Besucher in diese Ausstellung strömten als in seine Galerieräume im ganzen Jahr. Stünke bekam kein Honorar, durfte aber stattdessen in Kassel Grafiken [aus seiner Galerie verkaufen und] ausstellen und merkte, dass die Leute Kunst ‚nicht nur anschauen, sondern auch besitzen‘ wollten: die Idee zur Gründung einer Messe für zeitgenössische Kunst war geboren.“ Seit 1959 gehörte Stünke dem Verein der Documenta Foundation an, der die Ausstellungen aus Spenden und mit Künstler-Editionen unterstützte, jedoch auch Einfluss auf die künstlerische Ausrichtung und die personelle Zusammensetzung der Leitungsgremien nahm.
1966 gründete Hein Stünke zusammen mit seinem Kollegen Rudolf Zwirner den „Verein progressiver deutscher Kunsthändler e. V.“, der eine internationale Kunstmesse vorbereitete. Sie fand 1967 unter dem Namen Kunstmarkt Köln ’67 erstmals im Kölner Gürzenich statt und wird als „Mutter aller Kunstmessen“ bezeichnet.

## Schriften
- (Hrsg.) Kampf und Glaube. Gedichte Österreichischer Dichter 1933–1938. Voggenreiter, Potsdam 1938.
- Die Hitlerjugend. In: Rudolf Benze, Gustav Gräfer: Erziehungsmächte und Erziehungshoheit im Großdeutschen Reich als gestaltende Kräfte im Leben des Deutschen. Leipzig 1940.